# 鄭検
鄭 検（てい けん、チン・キェム、ベトナム語：Trịnh Kiểm / 鄭檢、景統6年8月24日（1503年9月14日） - 正治13年2月18日（1570年3月24日）は、後黎朝大越の権臣、東京鄭氏の初代当主。荘宗・中宗・英宗の三代に仕えた。

## 生涯
鄭楼の三男。軍権を掌握していた阮淦から勇猛さを見込まれ、その娘の阮氏玉宝を妻とした。元和13年（1545年）に阮淦が莫朝からの降将楊執一に暗殺されると、その軍権を引き継いだ。荘宗から都将・節制各処水歩諸営兼総内外平章軍国重事・太師・諒国公に封じられた。阮氏の持っていた権力を奪い、阮淦の長男阮汪を殺害し、次男の阮潢を順化の鎮守に任じた。鄭検の執政期間、黎朝と莫朝の対立が続いた（南北朝時代）。
正治13年（1570年）に死去し、長男の鄭檜が後を継いだ。朝廷から明康太王の尊号と忠勲と諡され、福泰元年10月22日（1643年12月2日）に孫の鄭梉より世祖の廟号と明康仁智武貞雄略太王の諡号を贈られた。

## 家族
- 正室：阮氏玉宝（中国語版）
- 子
  - 俊徳侯鄭檜（中国語版）
  - 平安王鄭松
  - 奉国公鄭杜
  - 永寿侯鄭桐
  - 広延侯鄭檸

## 参考資料
- 桐山昇、栗原浩英、根本敬編 編『東南アジアの歴史―人・物・文化の交流史』有斐閣〈世界に出会う各国=地域史〉、2003年9月30日。ISBN 978-4641121928。
- 小倉貞男『物語ヴェトナムの歴史 一億人のダイナミズム』〈中公新書〉。ISBN 4-12-101372-7。

## 参考リンク
- 国立国会図書館デジタルコレクション - 大越史記全書. ９　本紀続編 ,１０　本紀続編追加
- Annam and its Minor Currency Chapter 16 （英語）
- A Glimpse of Vietnams History （英語）
- Genealogy of the Royal Nguyen Family （英語）